# O̧
Cette page contient des caractères spéciaux ou non latins. S’ils s’affichent mal (▯, ?, etc.), consultez la page d’aide Unicode.
O̧ (minuscule : o̧), appelé O cédille, est un graphème utilisé dans l’écriture du dii, du karang, du mundani et du vute au Cameroun, du jodï et du yaruro au Venezuela, et du marshallais. Il s'agit de la lettre O diacritée d'une cédille.

## Représentations informatiques
Le O cédille peut être représenté avec les caractères Unicode suivants :
- décomposé (latin de base, diacritiques) :

| formes    | représentations | chaînes de caractères | points de code | descriptions                                  |
| --------- | --------------- | --------------------- | -------------- | --------------------------------------------- |
| capitale  | O̧               | O◌̧                    | U+004F U+0327  | lettre majuscule latine o diacritique cédille |
| minuscule | o̧               | o◌̧                    | U+006F U+0327  | lettre minuscule latine o diacritique cédille |

## Sources
- (en) Rhonda Ann Thwing, Vute orthography statement ((phonétique modifiée avec l’API en 2004)), SIL Cameroon, 1981 (lire en ligne)